# Jang Ye-Na
Jang Ye-Na (en coreano: 장예나; Seúl, 13 de diciembre de 1989) es una deportista surcoreana que compitió en bádminton. Ganó una medalla de plata en el Campeonato Mundial de Bádminton de 2013 en la prueba de dobles.

## Palmarés internacional
| Campeonato Mundial | Campeonato Mundial | Campeonato Mundial | Campeonato Mundial |
| Año                | Lugar              | Medalla            | Prueba             |
| ------------------ | ------------------ | ------------------ | ------------------ |
| 2013               | Cantón (China)     | Medalla de plata   | Dobles             |